# Карибская группа разработки финансовых мер борьбы с отмыванием денег
Карибская группа разработки финансовых мер борьбы с отмыванием денег (КФАТФ) — организация, состоящая из государств Карибского бассейна, которые согласились совместно реализовывать меры, направленные на борьбу с отмыванием преступных доходов. Является одной из восьми региональных групп по типу ФАТФ. 

## История
Группа была основана по результатам двух заседаний, проведённых в мае 1990 года на Арубе и в ноябре 1992 года на Ямайке.
На Арубе представители стран Карибского бассейна и Центральной Америки разработали общий подход к борьбе с отмыванием преступных доходов и сформулировали 19 рекомендаций (Рекомендации Арубы). Эти рекомендации, охватывающие специфические особенности данного региона, являются дополнением к 40 Рекомендациям ФАТФ.
Результатом проведения ямайского заседания министров в Кингстоне в ноябре 1992 года стала Кингстонская декларация, в которой министры одобрили и утвердили обязательства правительств своих государств реализовать Рекомендации ФАТФ и Арубы, типовое законодательство, разработанное Организацией американских государств (ОАГ), и Конвенцию ООН о борьбе против незаконного оборота наркотических средств и психотропных веществ 1988 году. Министры также одобрили создание Секретариата КФАТФ для координации действий по реализации указанных документов государствами — членами Группы.

## Цель
Основной целью КФАТФ является достижение эффективной реализации указанных документов и соответствия международным стандартам по борьбе с отмыванием денег и финансированием терроризма.

## Функции
Секретариат КФАТФ контролирует реализацию государствами — членами Кингстонской декларации министров посредством следующих действий:
- самооценка по реализации рекомендаций;
- программа взаимной оценки государств-членов;
- координация и участие в программах обучения и технического содействия;
- проведение два раза в год заседаний для технических представителей;
- ежегодные заседания министров.

Секретариат разработал региональную стратегию по техническому содействию и обучению для оказания помощи государствам — членам КФАТФ в эффективном проведении расследований и судебном преследовании по делам, связанным с отмыванием денег и конфискацией активов.

## Организационная структура КФАТФ
Совет является высшим органом в рамках КФАТФ и включает в себя по одному представителю от каждого государства-члена (министр или равный по рангу министру чиновник). Совет собирается по крайней мере один раз в год. Совет возглавляется Председателем, а в случае его отсутствия — заместителем Председателя.
Пленарные заседания проводятся не менее двух раз в год. Председатель и заместитель Председателя Совета являются соответственно Председателем и заместителем Председателя Пленарного заседания. В Пленарных заседаниях участвуют по одному представителю государств-членов. На Пленарных заседаниях могут быть образованы рабочие группы по специфическим вопросам.
Секретариат выполняет технические и административные функции под управлением Исполнительного директора и заместителя Исполнительного директора.

## Члены и наблюдатели
Государства-члены
- Ангилья
- Антигуа и Барбуда
- Аруба
- Багамы
- Барбадос
- Белиз
- Бермуды
- Британские Виргинские острова
- Венесуэла
- Гаити
- Гайана
- Гватемала
- Гондурас
- Гренада
- Доминика
- Доминиканская Республика
- Коста-Рика
- Монтсеррат
- Нидерландские Антилы
- Никарагуа
- Каймановы острова
- Острова Тёркс и Кайкос
- Панама
- Сент-Винсент и Гренадины
- Сент-Китс и Невис
- Сент-Лусия
- Суринам
- Тринидад и Тобаго
- Эль-Сальвадор
- Ямайка

Наблюдатели
- Азиатско-Тихоокеанская группа по борьбе с отмыванием денег
- Всемирный банк
- Группа подразделений финансовой разведки «Эгмонт»
- Группа разработки финансовых мер борьбы с отмыванием денег в Южной Америке
- Европейская комиссия
- Интерпол
- Карибский банк развития
- Карибский региональный центр технической помощи
- КАРИКОМ
- КАРИФОРУМ
- Межамериканский банк развития
- Международный валютный фонд
- Организация американских государств/Межамериканская комиссия по контролю за наркотиками
- Офшорная группа банковского надзора
- Секретариат Содружества
- Совет таможенных и правоохранительных органов стран Карибского бассейна
- Управление ООН по контролю за наркотиками и предотвращению преступлений
- Управление ООН по наркотикам и преступности
- ФАТФ

Помимо наблюдателей в составе КФАТФ ещё существуют Сотрудничающие и Поддерживающие Страны, которые наблюдают за работой КФАТФ с 1990 года, оказывая при этом техническую помощь и содействие в обучении.
- Испания
- Канада
- Мексика
- Нидерланды
- Соединённое Королевство
- Соединённые Штаты Америки
- Франция